# Walther Penck (Berg)
Walther Penck, auch Cerro Tipas, früher Cazadero, ist ein  erloschener Vulkan mit einer Höhe von 6658 m südlich des Ojos del Salado (6879 m) in der argentinischen Provinz Catamarca, westlich vom Incahuasi (6621 m) und nördlich vom Monte Pissis (6795 m). 
Er trägt den Namen des deutschen Geologen Walther Penck, der 1912/1913 die Gegend erforschte. Der Berg ist technisch einfach zu besteigen.